# Áranjaka
Az áranjaka (szanszkrit: आरण्यक) a hindu védikus szövegeken belül a Bráhmanák kiegészítőiként szolgáló írások csoportja. Misztikus és szimbolikus elmélkedések. Ezek az „erdei könyvek” a szerzetesek által az erdőben tanulmányozandó szövegek voltak. Az elméleti magyarázatot nyújtó szövegek célja volt, hogy csak az erdei magányban már megfelelő felkészültségi szintre eljutott tanítványok érthessék meg az áldozatok és a szertartások titkos értelmét. 
A Bráhmanák függeléke az áranjakák, az upanisadok pedig az áranjakák befejező részei. Bár az áranjakák a Bráhmanákhoz függnek s ezeknek részei, de fő tartalmuk egészen más: nem az áldozati praxis és ennek elméleti exegézise, hanem áldozati misztika és szimbolika - papi filozófia, amelyben az áldozat s a tőle elválaszthatatlan szent szó, a Brahman, a legfőbb princípium és minden lét kútfeje.
A legtöbb áranjaka-szöveg elveszett; ma többnyire ezeket az áranjakát tartják számon:
- Aitaréja (a Rigvédához tartozik)
- Kausítaki (a Rigvédához)
- Taittiríja (a Fekete Jadzsurvédához tartozó)
- Katha (a Fekete Jadzsurvédához)
- Dzsaiminíja (vagy Talavakara; a Számavédához)
- Brihad  (a Fehér Jadzsurvédához)